# Liste von Söhnen und Töchtern der Stadt Bamberg
Die folgende Übersicht enthält bedeutende, in Bamberg geborene Persönlichkeiten. Ob die Personen ihren späteren Wirkungskreis in Bamberg hatten oder nicht, ist dabei unerheblich. Viele sind nach ihrer Geburt oder später von Bamberg weggezogen und andernorts bekannt geworden. Die Liste erhebt keinen Anspruch auf Vollständigkeit.

## A
- Gregor Aas (* 1957), Forstwissenschaftler
- Armin Andres (* 1959), Basketballer, Vizepräsident des Deutschen Basketball Bundes und Kommunalpolitiker (SPD)
- Annette von Aretin (1920–2006), erste Fernsehansagerin des Bayerischen Rundfunks
- Wilhelm Aron (1907–1933), Gerichtsreferendar, NS-Opfer
- Michael S. Aßländer (* 1963), Wirtschaftsethiker und Hochschullehrer
- Franz Axter (1772–1808), Mediziner und Schriftsteller

## B
- Carl Adam Bader (1789–1870), Sänger (Tenor)
- Rudolf Baehr (1922–2010), Romanist und Hochschullehrer
- Otto Johannes Bähr (1919–2008), Maler
- Hanns Bail (1921–1995), Maler, Grafiker und Bildhauer
- Christopher Bailey (* 1992), Schauspieler
- Dorothee Bär (* 1978), Bundestagsabgeordnete (CSU), Staatssekretärin, Staatsministerin
- Klaus Philipp Bamberger (1920–2008), deutsch-amerikanischer Unternehmer und Autor
- Matthias Bartelmann (* 1965), Physiker und Hochschullehrer
- Markus Barth (* 1977), Stand-up-Comedian, Autor und Headwriter
- Matthias Barth (* 1974), Umweltwissenschaftler, Hochschullehrer und -präsident
- Wilhelm Batz (1916–1988), Luftwaffenoffizier
- Karlheinz Bauer (1925–1976), Maler, Illustrator und Fotograf
- Ina Bauer-Haderlein (1922–2006), Malerin
- Robert Bauer-Haderlein (1914–1996), Bildhauer
- Philipp Bayer (1791–1832), Mediziner
- Fritz Bayerlein (1872–1955), Maler
- Hans Bayerlein (1889–1951), Maler und Zeichner
- Max Joseph in Bayern, eigentlich Herzog Maximilian Joseph in Bayern (1808–1888), Förderer der bayerischen Volksmusik im 19. Jahrhundert
- Siegfried in Bayern (1876–1952), Wittelsbacher, Herzog in Bayern
- Georg Bayl (1776–1834), Bürgermeister von Bamberg 1821–1834
- Ulrike Bechmann (* 1958), römisch-katholische Theologin
- Wilhelm Benkert (1877–1929), württembergischer Landtagsabgeordneter
- Johannes Christoph Ludwig Beringer (1709–1746), Universitätsprofessor in Heidelberg und Leibarzt des Speyerer Fürstbischofs
- Ludwig Berner (1912–2000), Jurist
- Franz Berthold (1884–1965), deutscher Komponist und Musikpädagoge
- Will Berthold (1924–2000), Schriftsteller und Sachbuchautor
- Johann Michael Franz Birnbaum (1792–1877), Rechtswissenschaftler und Dramatiker
- Kay Blankenburg (* 1957), Rechtsanwalt und Kommunalpolitiker (SPD)
- Gunda Bleier-Seitz (1898–nach 1954), Sopranistin
- Markus Bock (* 1979), Sportkletterer
- Karl Bögelein (1927–2016), Fußballspieler und -trainer
- Winfried Bönig (* 1959), Organist
- Gerhard Bosch (* 1947), Soziologe und Hochschullehrer
- Johann Baptist Bosch (1873–1932), Ingenieur und Baubeamter
- Theo Bosch (1929–2020), Leichtathlet, Ingenieur und Entwickler
- Uwe Bossert (* 1974), Gitarrist der Band Reamonn
- Otto Boveri (1868–1946), Maler
- Theodor Boveri (1862–1915), Biologe
- Walter Boveri (1865–1924), Industrieller, Gründer von Brown, Boveri & Cie (BBC)
- Peter Braun (1960–2016), Journalist und Autor
- Friedrich Brenner (1784–1848), katholischer Theologe, Dogmatiker und Domkapitular
- Friedrich von Brettreich (1858–1938), Jurist und Politiker
- Ermin Brießmann (1936–2010), Jurist
- Gallus Brockard (1724–1799), Benediktinerabt von Michelsberg
- Franziska Bronnen (* 1940), Film-, Fernseh- und Bühnenschauspielerin
- Pius Brunquell (1752–1828), Theologe und Dominikanerpater in Bamberg
- Max Buchner (1866–1934), Chemiker und Wirtschaftsführer
- Auguste Burggraf (1832–1868), Theaterschauspielerin
- Nadja Burkard (* 1999), Fußballspielerin
- Karl Theodor von Buseck (1803–1860), Maler
- Hans Buxbaum (1893–1947), Regisseur, Theaterleiter und Dramaturg

## C

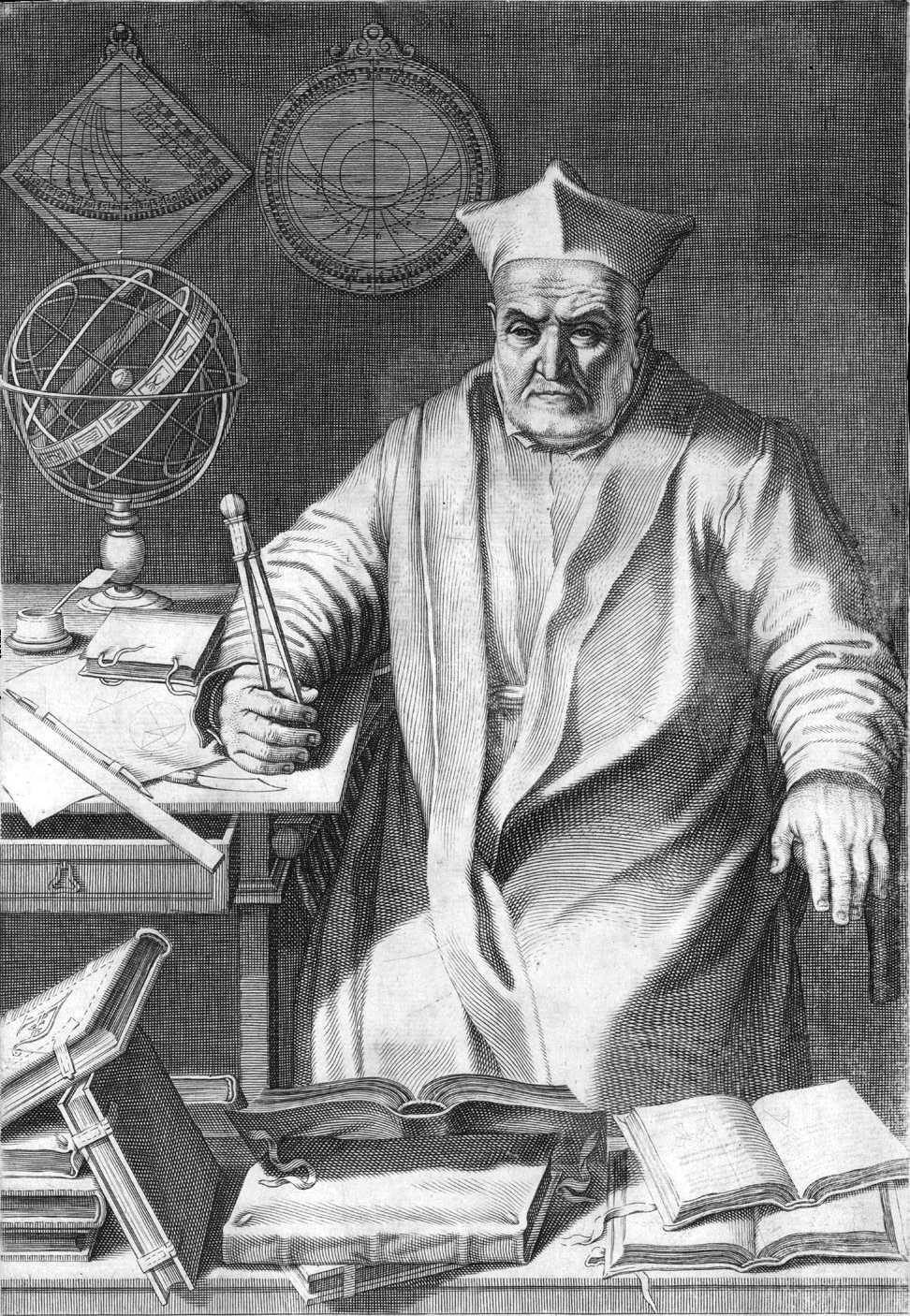
Christopher Clavius

- Joachim Camerarius der Ältere (1500–1574), Humanist, Universalgelehrter und Dichter
- Kerstin Car (* 1985), Dramaturgin
- Frederik von Castell (* 1989), Medienjournalist
- Adam Christ (1856–1881), Bildhauer
- Fritz Christ (1866–1906), Bildhauer und Bergsteiger
- Christophorus Clavius (1538–1612), Mathematiker und Jesuitenpater
- Christopher Colaço (* 1989), Jazzmusiker und Filmkomponist
- Bernhard Conrads (* 1944), Verbandsfunktionär
- Franz Czisch (1908–1956), Jurist und Politiker

## D
- Stefan Dassler (1962–2023), Sachbuchautor
- Alfons Michael Dauer (1921–2010), Musikwissenschaftler und Ethnologe
- August Dauses (1947–2008), Romanist, Sprachwissenschaftler und Universitätsprofessor
- Manfred A. Dauses (1944–2016), Rechtswissenschaftler und Universitätsprofessor
- Karin Dengler-Schreiber (* 1947), Historikerin und Schriftstellerin
- Georg Denzler (* 1930), katholischer Theologe, Professor für Kirchengeschichte
- Günther Denzler (* 1948), ehemaliger Landrat des Landkreises Bamberg und ehemaliger Bezirkstagspräsident des Regierungsbezirks Oberfranken (CSU)
- Karlheinz Deschner (1924–2014), Schriftsteller und Religions- und Kirchenkritiker, lebte zuletzt in Haßfurt
- Gottfried Diener (1907–1987), Altphilologe und Goetheforscher
- Heinrich Dietz (* 1941), Politiker (CDU)
- Josef Dietz (1906–1982), Lehrer, Systematiker, Botaniker und Ornithologe
- Heinrich Dittrich (1902–1974), Politiker, Landrat des Landkreises Pegnitz
- Georg Ferdinand Döllinger (1772–1847), Archivar
- Ignaz Döllinger (1770–1841), Mediziner
- Ignaz von Döllinger (1799–1890), bedeutender katholischer Theologe und Kirchenhistoriker
- Johann Baptist Dorsch (1744–1789), Bildhauer
- Werner Dressendörfer (* 1947), Apotheker und Pharmaziehistoriker
- Fridolin Dreßler (1921–2013), Bibliothekar, Handschriftenforscher und Landeshistoriker
- Otto Dros (1848–1922), Kaufmann und Kunstsammler; aus der Dros’schen-Sammlung stammt die Gleskersche Kreuzigungsgruppe im Bamberger Dom
- Norbert Dünkel (* 1961), Politiker (CSU), MdL
- Georg Duerig (1823–1905), Forstmeister und Reichstagsabgeordneter
- Ludwig Dürrwaechter (1897–1964), Tierzuchtwissenschaftler und Landwirt

## E
- Erich Ebermayer (1900–1970), Schriftsteller
- Emil Eduard Eckardt (1871–1945), Miniaturmaler und Radierer
- Jürgen Egger (1959–2009), Drehbuchautor und Regisseur
- Hans Ehard (1887–1980), Jurist und Politiker (CSU), Ministerpräsident des Freistaates Bayern
- Ursula Ehler (1939–2024), Drehbuchautorin und Regieassistentin
- Maria Eichhorn (* 1962), Künstlerin
- Peter Eichhorn (1877–1960), Maler
- Bernd Eigner (* 1972), Fußballspieler
- Susanne Eigner (* 1979), Fußballspielerin
- Engelbert Endrass (1911–1941), Marineoffizier und U-Boot Kommandant
- Heinrich Endres (1923–2005), Brigadegeneral
- Alois Erhardt (1827–1902), Fotograf
- Gerd Esser (* 1942), Ökologe und Hochschullehrer

## F
- Anton-Wolfgang Graf von Faber-Castell (1941–2016), Unternehmer
- Johannes Faber (1574–1629), Anatom, Botaniker und päpstlicher Leibarzt
- Roderich Fabian (* 1957), Musikjournalist
- Michael Fahres (* 1951), Komponist
- Günter Faltin (* 1944), Hochschullehrer
- Ingo Fessmann (* 1941), Rechtsanwalt
- Hans Fiedler (1891–1989), Kunsthistoriker
- Heinrich Finck (1444–1527), Kapellmeister und Komponist
- Othmar Frank (1770–1840), Indologe und Hochschullehrer
- Marlis A. Franke (* 1950), Lyrikerin, Schriftstellerin, Hörspielautorin und Audiokünstlerin
- Franz Andreas Frey (1763–1820), Kirchenrechtler, römisch-katholischer Theologe und Hochschullehrer
- Carl Fried (1889–1958), Strahlenmediziner und Autor
- Klaus-Dieter Fritsche (* 1953), Verwaltungsjurist, war als beamteter Staatssekretär von 2014 bis 2018 Beauftragter für die Nachrichtendienste des Bundes
- Johannes Frosch (um 1485–um 1533), lutherischer Theologe und Reformator
- Franz Froschmaier (1930–2013), Politiker (SPD)
- Conrad Heinrich Fuchs (1803–1855), Pathologe, Rektor der Universität Göttingen
- Fritz Funk (1857–1938), Industriemanager (Brown, Boveri & Cie.)
- Gerhard Füssmann (1928–1993), Ruderer

## G
- Karl von Gareis (1844–1923), Jurist und Fachautor, Reichstagsabgeordneter
- Karl-Heinz Garnitz (* 1942), Schriftsteller
- Armin Gehlert (1934–2001), Volkswirt und Professor an der FH Würzburg-Schweinfurt
- Adam Gengler (1799–1866), Geistlicher, Theologe und Hochschullehrer
- Gustav Gerst (1871–1948), Kaufmann und Warenhaus-Unternehmer
- Alexander Gilman (* 1982), deutscher Geiger und Pädagoge
- Friedrich Ludwig von und zu Gilsa (1774–1854), Gutsbesitzer und Mitglied der kurhessischen Ständeversammlung
- Ferdinand Glaser (1780–1868), Jurist und Bürgermeister
- Birgit Glorius (* 1970), deutsche Geographin
- Franz Wenceslaus Goldwitzer (1778–1840), katholischer Theologe und Geistlicher
- Heinrich Gottfried Philipp Gengler (1817–1901), Rechtshistoriker und Hochschullehrer
- Christoph Gottschalk (* 1953), Manager
- Thomas Gottschalk (* 1950), Moderator
- Lukas Görtler (* 1994), Fußballspieler
- Nicolas Görtler (* 1990), Fußballspieler
- Bettina Göschl (* 1967), Erzieherin, Kinderliedermacherin und Kinderbuchautorin
- Joseph Matthias Götz (1696–1760), Bildhauer des Rokoko
- Rudolf Grafberger (* 1934), Politiker (CSU), zweiter Bürgermeister und Landtagsabgeordneter
- Markus Grasser (* 1972), Fußballspieler
- Hans Graßmann (* 1960), Physiker und Autor
- Anton Greiner (1914–2007), Maler
- Georg Grosch (1906–1987), Politiker (SPD), dritter Bürgermeister und Landtagsabgeordneter
- Adolf von Groß (1845–1931), Bankier, Finanzverwalter der Bayreuther Festspiele und Ehrenbürger von Bayreuth
- Alfred Groß (1893–1949), Lehrer und Kommunalpolitiker (NSDAP)
- Andreas Groß (1766–1847), katholischer Theologe, Geistlicher und Domkapitular
- Stephan Grosse-Grollmann (* 1956), Filmemacher und Kommunalpolitiker
- Peter von der Grün (* 1972), Landrat des Landkreises Neuburg-Schrobenhausen
- Sebastian Güthlein (1776–1858), Maler

## H
- Gerda-Maria Haas (* 1942), Politikerin (SPD)
- Georg Hagel (* 1968), Organist und Orgelkünstler
- Andreas Haupt (1813–1893), Pfarrer und Pädagoge
- Alina Hartmann (* 1995), Basketballspielerin
- Nils Haßfurther (* 1999), Basketballspieler
- Marcel Heberlein (* 1990), Basketballspieler
- Friedrich Heilingbrunner (1891–1977), Offizier der Bayerischen Armee, Freikorpskämpfer, Stabsoffizier der Reichswehr und General der Flakartillerie (Wehrmacht)
- Heinrich Heinkelmann (1807–1866), Arzt, demokratischer Vordenker in der Revolution 1848/49
- Georg II. Graf von Helfenstein (1518–1573), Offizier und Staatsmann
- Alfred Heller (1924–2012), Künstler (Illustrationen, Glas-, Keramik-, Mosaikwerke)
- Joseph Heller (1798–1849), Sammler, heute die Helleriana in der Staatsbibliothek Bamberg
- Robert Hemmerlein (* 1959), Fußballtorhüter
- Paul Heßlein (1886–1953), Landtagsabgeordneter
- Hans Herrnleben (1904–1983), Puppenspieler, Gründer der Puppenbühne Herrnleben
- Florian Herrnleben (* 1982), Puppenspieler
- Ignaz Heunisch (1797–1868), katholischer Theologe
- Werner Hipelius (* 1947), Kommunalpolitiker (CSU) und Bürgermeister
- Rüdiger von Hirschberg (1907–1987), Filmproduzent und Herstellungsleiter
- Felix Hoefner (* 1986), Schauspieler
- Karl Höller (1907–1987), Komponist
- Thomas Hörner (* 1966), Sachbuchautor
- Jan Hofer (* 1964), Entwicklungspsychologe und Hochschullehrer
- Dorothea Hofmann (* 1961), Komponistin und Pianistin
- Georg Hofmann (1877–1947), Musik- und Chordirektor
- Jonas Hofmann (* 1997), Fußballspieler
- Ludger Hofmann-Engl (* 1964), Pianist, Komponist sowie Wissenschaftler und Sozialarbeiter
- Wilhelm Hopf (* 1949), Verleger und Verlagsgründer
- Thomas Hörner (* 1966), Unternehmer und Autor
- Heinrich Horneck von Weinheim (1843–1896), Offizier, Gutsbesitzer und Reichstagsabgeordneter
- Felix Huber (* 1957), Stadtplaner, Ingenieur und ehemaliger Hochschullehrer
- Erwin Hubert (* 1951), Jurist, Richter am Bundesgerichtshof 2002–2016
- Melanie Huml (* 1975), Politikerin (CSU)

## I
- Anja Ippach (* 1985), Duathletin, Triathletin, Ironman-Siegerin
- Nadjeschda Ilmberger (* 1996), Basketballspielerin

## J
- Joachim Jacob (1939–2024), Verwaltungsjurist, 1993 bis 2003 Bundesbeauftragter für den Datenschutz
- Heinrich Joachim Jaeck (1777–1847), Zisterziensermönch, Bibliothekar, Schriftsteller, Mitbegründer des Bamberger Tagblatts
- Joachim Jung (* 1951), Künstler

## K

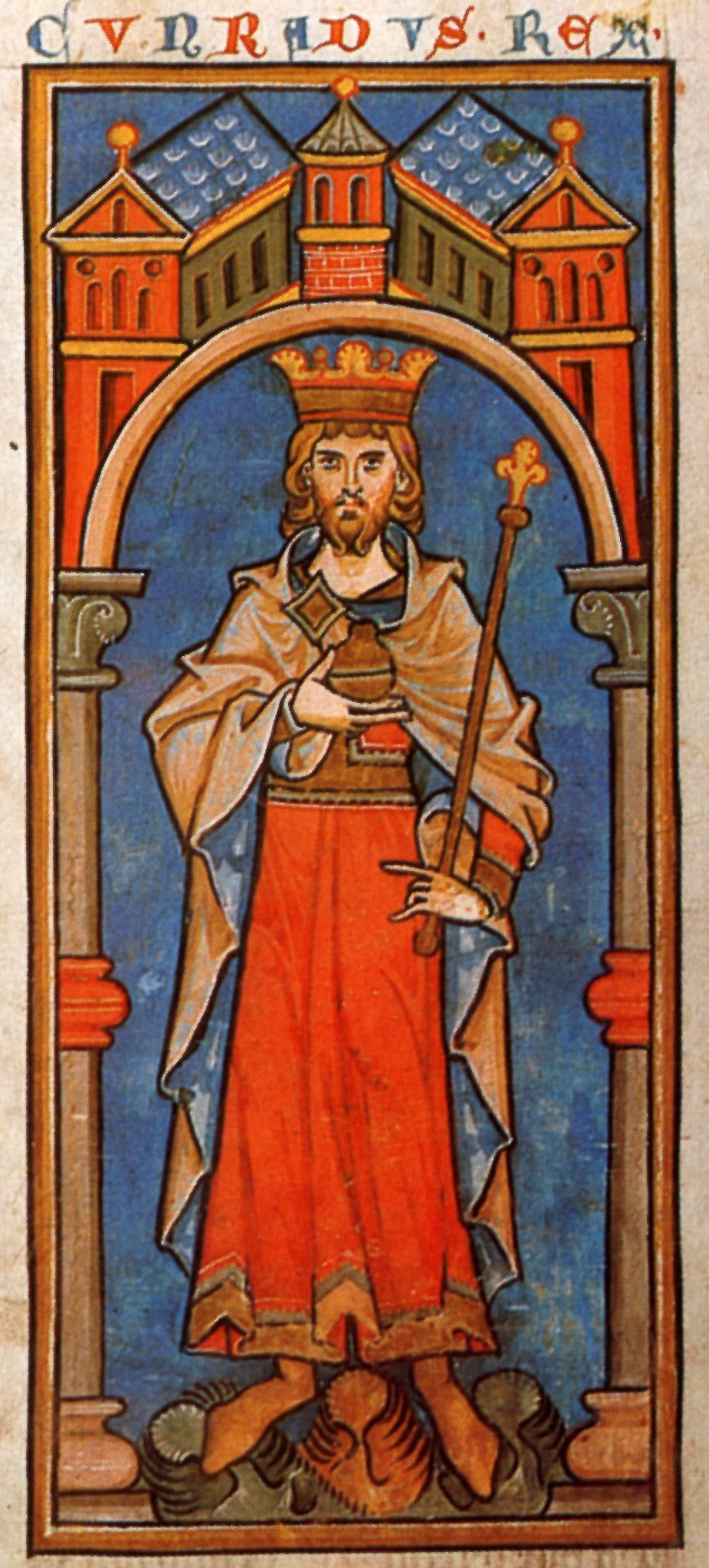
Konrad III.

- Jürgen Kalb (* 1962), Theologe und Politiker (Bayernpartei)
- Silke Kandzora (* 1989), Schauspielerin
- Andreas Karch (* 1972), Physiker und Professor
- Johann Friedrich Karg von Bebenburg (1648–1719), Kurkölnischer Kanzler und Staatsminister
- Thomas Kastura (* 1966), Autor
- Nefeli Kavouras (* 1996), Schriftstellerin
- Ulrich Kelber (* 1968), Politiker (SPD)
- Georg Kerner (1905–1966), Politiker, Bürgermeister von Bamberg, Mitglied des Bayerischen Landtags
- Stefan Kestler (* 1962), Historiker
- Josefine Kette (1793–nach 1822), Opernsängerin
- Tanja Kinkel (* 1969), Schriftstellerin
- Matthäus Kirchner (1826–1912), römisch-katholischer Theologe, Missionar und Mitglied des Deutschen Reichstags
- Friedrich Franz Klein (1908–1974), Rechtswissenschaftler und Hochschullehrer
- Sebastian Knab (etwa 1632–1690), Geistlicher
- Harry Koch (* 1969), Fußballspieler
- Inés Koebel (* 1949), literarische Übersetzerin
- Florian Köhler (* 1994), Politiker
- Katharina Königsfeld (* 1988), Pianistin
- Werner Kohn (1940–2022), Fotograf und Künstler
- Hubert Kolb (* 1946), Diplomat, Botschafter in Afrika
- Richard Kolb (1891–1945), Rundfunkintendant
- Konrad III. (1093–1152), römisch-deutscher König, König von Italien und König von Burgund
- Edgar Krapp (* 1947), Organist und Musikprofessor
- Lorenz Krapp (1882–1947), Jurist, Dichter und Politiker (BVP, CSU)
- Philipp Joseph Kraus (1789–1864), Maler, Radierer, Lithograph und Zeichenlehrer
- Thomas Kraus (* 1987), Fußballspieler und -trainer
- Ralf Krause (* 1978), Vollkontakt-Kickboxen, Weltmeister
- Hugo Krauss (1874–1935), Maler
- Alfons Kreichgauer (1889–1958), Musikwissenschaftler
- Gerhard C. Krischker (* 1947), Mundartpoet
- Sabine Kropp (* 1964), Politikwissenschaftlerin
- Kuno Krügel (1910–nach 1954), Fußballspieler und -trainer
- Johann Jakob Michael Küchel (1703–1769), Architekt des Rokoko
- Friedrich Kuhn (1912–1970), Chirurg und Altertumsforscher
- Christiane Kuller, (* 1970), Historikerin
- Hans Kundmüller (1837–1893), Maler
- Dieter Kunzelmann (1939–2018), Kommunarde

## L
- Michael Lackner (* 1953), Sinologe
- Florian Lamm (* 1984), Grafikdesigner und Typograf
- Erik Land (* 1990), Basketballspieler
- Christian Lange (* 1972), Kommunalpolitiker (CSU) und Bürgermeister
- Michael Langer (* 1960), römisch-katholischer Theologe und Hochschullehrer
- Herbert Lauer (1946–2021), Oberbürgermeister (1994–2006)
- Paul Lautensack (1478–1558), Maler
- Karl Emich zu Leiningen-Westerburg-Neuleiningen (1856–1906), Graf, Offizier, Historiker und Heraldiker
- Josephine zu Leiningen-Westerburg (1835–1917), Schriftstellerin
- Dieter Lenz (* 1941), Schriftsteller und Verleger
- Ludwig von Lerchenfeld (* 1957), Politiker (CSU), MdL
- Willy Lessing (1881–1939), Kommerzienrat, Unternehmer und bis zu seinem Tod Vorsitzender der jüdischen Kultusgemeinde in Bamberg
- Johann Lieb (1566–1650), Archivar
- Amélie Linz (1824–1904), Schriftstellerin
- Felix Lobedank (* 1984), Handballspieler
- Herbert Loebl (1923–2013), Elektroingenieur, Unternehmer, Historiker und Philanthrop
- Ignaz Christoph Lorber von Störchen (1725–1797), Rechtswissenschaftler, Verwaltungsbeamter und Hochschullehrer in Bamberg
- Werner Loval (1926–2022), geboren als Werner M. Löbl, Diplomat, israelischer Botschafter

## M
- Asta von Mallinckrodt-Haupt (1896–1960), Dermatologin und Hochschullehrerin
- Carl Friedrich von Marcus (1802–1862), Arzt, Psychiater und Hochschullehrer
- Julia Mark, verheiratete Graepel (1796–1864 oder 1865), Urbild zahlreicher Frauengestalten in Werken E. T. A. Hoffmanns
- Emil Freiherr Marschalk von Ostheim (1841–1903), Historiker und Sammler
- Andreas May (1817–1899), Jurist und Dramatiker
- Barbara Mayen (* 1956), Juristin, Richterin am Bundesgerichtshof
- Franz Mayer (1862–1948), Verwaltungsbeamter
- Josef Mayer (1741–1814), Jesuit und Hochschullehrer
- Martin Meichelbeck (* 1976), Fußballspieler
- Georg Meisel (1626 oder 1627–1710), Prälat und päpstlicher Kammerherr
- Martin Meiser (* 1957), evangelischer Theologe
- Ernst von Mengersdorf (1554–1591), Geistlicher, Bischof von Bamberg
- Joachim von Mengershausen (1936–2020), Filmkritiker, Filmproduzent, Schriftsteller und Verleger
- Pius Ferdinand Messerschmitt (1858–1915), Maler
- Manfred Metzler (* 1942), Lebensmittelchemiker und Toxikologe
- Helmut Metzner (* 1968), Politiker (FDP)
- Amber Michaels (* 1968), Pornoschauspielerin
- Peter Alfred Michel (1825–1849), Journalist, Dichter und Revolutionär in der badischen Revolution 1848/1849
- Richard Freiherr von Michel-Raulino (1864–1926), Jurist, Zeitungsverleger, Unternehmer und Kommerzienrat
- Wolf-Dieter Montag (1924–2018), Sportmediziner und -funktionär
- Julius Morgenroth (1871–1924), Arzt
- Hermann Motschach (1926–2016), Schauspieler und Übersetzer
- Friedrich Müller (1915–1974), Müllermeister und Politiker, Abgeordneter des Bayerischen Landtags
- Helmut Müller (* 1944), Politiker (CSU)
- Max Müller (1879–nach 1954), Violinist und Musikdokumentar
- Michael Müller (1889–1970), römisch-katholischer Theologe und Hochschullehrer
- Peter Müller (* um 1950), Basketballspieler und -trainer
- Ignaz Mulzer (1726–1772), Jesuit und Kirchenrechtler
- Martin Münz (1779–1849), Anatom und Hochschullehrer

## N
- Ignaz Neubauer (1726–1795), Theologe, Jesuitenpater und Hochschullehrer
- Otto Neukum (1929–2014), Landrat (CSU)
- Dieter Nickles (* 1963), Sportjournalist, Pressesprecher des FC Bayern München
- Franz Anton Nüßlein (1776–1832), deutscher Geistlicher und Mineraloge
- Georg Nüßlein (1766–1842), Philosoph, Geistlicher und Hochschullehrer

## O
- Julius Obermeier (1867–1936), Kaufmann
- Anton Oberniedermayr (1899–1986), Kinderchirurg
- Friedrich Odenbach (* 1945), Politiker (SPD)
- Johann Friedrich Oesterreicher (1771–1835), römisch-katholischer Theologe, Bischof von Eichstätt
- Johann Heinrich Oesterreicher (* 1802/1805–1843), Mediziner, Anatom
- Joseph Daniel Ohlmüller (1791–1839), Architekt in München, auch Schloss Hohenschwangau
- Klaus Oschema (* 1972), Historiker
- Dominicus Otto (1716–1773), Benediktinerabt

## P
- Christopher Park (* 1987), Pianist
- Roland Pauler (* 1954), Mittelalterhistoriker
- Peter Ludwig Pauson (1925–2013), Chemiker
- Luca Petzold (* 2001), Fußballtorhüter
- Karl-Georg Pfändtner (* 1965), Kunsthistoriker und Bibliothekar
- Dieter Pfeifer (1946–2011), Basketballspieler
- Christian Pfeufer (1808–1882), Jurist und Politiker
- Karl von Pfeufer (1806–1869), Mediziner
- Sigmund von Pfeufer (1824–1894), Jurist, Staatsbeamter und Politiker
- Johann Piccart (1540–1584), Theologe und Geistlicher
- Silvia Pfister (* 1958), Bibliothekarin
- Hans Pleydenwurff (1420–1472), Maler
- Clemens Graf von Podewils (1905–1978), Journalist und Schriftsteller
- Sophie Dorothee von Podewils (1909–1979), Erzählerin und Lyrikerin
- Hippolyt Poschinger von Frauenau (1908–1990), Unternehmer, Forstwirt und Politiker
- Martin Pristl (* 1968), Drehbuchautor
- Henny Protzen-Kundmüller (1896–1967), Malerin
- Helmut Prückner (* 1936), Klassischer Archäologe
- Harald Puetz (* 1950), Maler und Objektkünstler
- Reinhard Ploss (* 1955), Ingenieur und Manager

## R
- Max Eugen Rascher (19. Jahrhundert–1918), Dirigent, Pianist und Dichter
- Anton Rauh (1891–1977), Maler, Restaurator und Kunstsammler
- Markus Raupach (* 1974), Autor und Sommelier
- Bernd Redmann (* 1965), Komponist und Musikwissenschaftler
- Michael Reichardt (* 1963), römisch-katholischer Theologe und Hochschullehrer
- Wolfgang Reichmann (* 1947), Basketballspieler, Hörfunksprecher und Kabarettist
- Elias Adam von Reider (1763–1807), Rechtswissenschaftler und Hochschullehrer
- Martin Joseph von Reider (1793–1862), Lehrer, Zeichner und Sammler
- Georg Karl Reindl (1803–1882), Domdekan in München
- Karl Remeis (1837–1882), Jurist, Astronom und Zustifter der Dr.-Remeis-Sternwarte
- Andreas Reuß (* 1954), Schriftsteller
- Franz Riemer (* 1953), Musikpädagoge
- Randolph Rose (* 1954), Sänger und Schauspieler
- Oskar Rosenfelder (1878–1950), Papierfabrikant, Erfinder der Papiertaschentücher Tempo
- Christian Rösner (* 1969), Bildhauer
- Theodor Rössert (1916–2007), Politiker (CSU)
- Veit Rößner (* 1973), Kinder- und Jugendpsychiater, Hochschullehrer und Klinikdirektor
- Kajetan Rost (1748–1804), Benediktinerabt von Michelsberg und Hochschullehrer
- Sebastian Freiherr von Rotenhan (1949–2022), Politiker (CSU)
- Friedrich Franz Roth (1835–1924), Mediziner, Klinikdirektor
- Franz Michael Rudhart (1830–1879), Musikschriftsteller und bayerischer Bezirksamtmann
- Ludwig Rumpf (1793–1862), Chemiker und Mineraloge
- Bernhard Rupprecht (1928–2017), Kunsthistoriker
- Philipp Rypinski (1884–1943), Komponist und Kapellmeister

## S
- Georg Joseph Saffenreuter (1808–1869), katholischer Geistlicher, Theologe und Pädagoge
- Hans Konrad Saffer (1860–1940), Maler
- Johannes Georg Sartorius (unbekannt–1696), Mediziner und Stadtphysicus
- Josef Sauer (1893–1967), Zeichner und Karikaturist
- Carl Schad (1880–1931), Architekt
- Gerhart Schäfer (1926–2018), Komponist und Hochschulprofessor
- Uwe Schäfer (* 1965), Maler
- Gerd Schaller (* 1965), Dirigent
- Ludwig Schaller (1930–2009), Politiker (CSU) und Landrat des Landkreises Lichtenfels
- Rainer Schaller (1969–2022), Unternehmer und Gründer der McFit Fitness GmbH
- Peter Schanz (* 1957), Autor, Dramaturg und Regisseur
- Sebastian Scharnagel (1791–1837), Maler und Lithograf
- Joseph Schedel (1856–1943), Apotheker, Naturkunde- und Kunstsammler sowie Aktivist (Wissenschaftlich-humanitäres Komitee)
- Karl Schellein (1820–1888), österreichischer Maler und Restaurator
- Berthold Maria Schenk Graf von Stauffenberg (* 1934), General der Bundeswehr
- Franz Ludwig Schenk Graf von Stauffenberg (* 1938), Rechtsanwalt und Politiker (CSU)
- Johann Joseph Scheubel I. (1655–1721), Maler
- Johann Joseph Scheubel II. der Ältere (1686–1769), Kammerdiener und Hofmaler
- Johann Joseph Scheubel III. der Jüngere (1733–1801), Kammerdiener und Hofmaler
- Hans-Ernst Schiller (* 1952), Philosoph
- Heidrun Schimmel (* 1941), Textilkünstlerin und Bildende Künstlerin
- Arthur Schlegelmilch (* 1958), Historiker, Hochschullehrer
- Stefanie Schlesinger (* 1977), Sängerin
- Bettina Schmidt (* 1965), Szenenbildnerin und Ausstatterin, Grimme-Preisträgerin
- Daniel Schmidt (* 1990), Basketballspieler
- Oliver Schmidtlein (* 1965), Physiotherapeut
- Hans-Jürgen Schmitt (* 1938), Publizist und Literaturkritiker
- Jakob Schmitt-Friderich (1827–1905), Architekt
- Josef Schmitt (1875–1945), Rechtsanwalt und Aufsichtsrat diverser Unternehmen
- Lothar Schmitt (* 1956), Jurist, Präsident des Oberlandesgerichts Bamberg
- Johann Werner Schnatz (1660–1723), römisch-katholischer Geistlicher
- Berthold Schneider (* 1932), Biometriker
- Eugen Schneider (1822–1880), Bürgermeister
- Georg Schneider (1889–nach 1945), politischer Funktionär (NSDAP), Institutsleiter
- Johanna Schneider (* 1986), deutsche Jazzmusikerin
- Peter Schneider (1882–1958), fränkischer Heimatforscher und Gymnasiallehrer
- Johann Lukas Schönlein (1793–1864), Arzt, Leibarzt des Königs Friedrich Wilhelm IV. von Preußen
- Vincent Schorn (* 1997), Kickboxer
- Otto Schottenloher (1907–1973), Archivar
- Dominikus Schramm, Taufname Jakob Andreas (1723–1797), Benediktiner im Kloster Banz und Kirchenrechtler
- Johann Sebastian Schramm (1729–1790), Chorrektor an der Oberen Pfarre, „Vater der Denkmalpflege“ in Bamberg
- Georg Schramm (1871–1936), Jurist und Ministerialdirektor
- Franz Konrad von Schrottenberg (1755–1829), Beamter im Hochstift Bamberg
- Michael Schubert (* 1986), Schwimmer
- Sven Schultze (* 1978), Basketballnationalspieler
- Anton Schuster (1850–1929), Journalist und Heimatforscher
- Manfred Schütz (1950–2025), Unternehmer in der Musikbranche
- Tom Schütz (* 1988), Fußballspieler
- Hertha Schwanhilde von Gumppenberg-List (1897–1954), Grafikerin und Illustratorin
- Adam Schwappach (1851–1932), Forstwissenschaftler und preußischer Beamter
- Ildephons Schwarz, geboren als Carl Joseph Schwarz (1752–1794), römisch-katholischer Theologe
- Otto Schwink (1883–1959), Offizier, Brauereidirektor und Fremdenverbandsfunktionär
- Adolf von Seefried auf Buttenheim (1873–1914), Hauptmann und Kolonialbeamter
- Kurt Seelmann (1937–2023), Unternehmer
- Joseph von Seuffert (1849–1914), Jurist
- Erik Shuranov (* 2002), ukrainisch-deutscher Fußballspieler
- Johann Albrecht Siegwitz († 1756 oder später), Bildhauer
- Edgar Sitzmann (1935–2024), Politiker (CSU) und Bezirkstagspräsident von Oberfranken
- Hubert Sowa (* 1954), Kunstpädagoge und Kunstdidaktiker
- Wolfgang Spindler (* 1938), Musikhistoriker
- Harald Spörl (* 1966), Fußballspieler
- Leopold Springer (1817–1897), Bankier
- Franz Stapf (1766–1820), katholischer Geistlicher, Theologe und Hochschullehrer
- Karl Steinlein (1796–1851), Nationalökonom
- Michael Stenglein (1810–1879), katholischer Geistlicher, Bibliothekar und Kirchenhistoriker
- Otto von Stetten (1862–1937), General im Ersten Weltkrieg
- Karlheinz Stöhr (* 1951), Jurist, Richter am Bundesgerichtshof
- Joseph Strebel (1851–1897), Ingenieur, Erfinder und Unternehmer
- Heinrich Stryzewski (1890–1964), Landrat
- Pleikard Stumpf (1807–1877), Verwaltungsjurist und Archivar
- Ludwig Sturm (1844–1926), Porträt- und Porzellanmaler
- Klaus Stüwe (* 1966), Politikwissenschaftler

## T
- Karsten Tadda (* 1988), Basketballspieler
- Martin Thein (* 1966), Geheimdienstler und Sachbuchautor
- John C. Thomson III (* um 1964), Generalleutnant der United States Army
- Brandon Tischler (* 2000), Basketballspieler
- Nicholas Tischler (* 2000), Basketballspieler
- Michael Trautmann (1742–1809), Bildhauer
- Künstlerfamilie Treu
  - Anna Maria Treu (1736–1786), Malerin
  - Catharina Treu (1743–1811), Malerin
  - Christoph Treu (1739–1799), Maler
  - Johann Nicolaus Treu (1734–1786), Maler
  - Joseph Marquard Treu (1713–1796), Maler
  - Rosalie Treu (1741–1831), Malerin, verheiratet mit Joseph Dorn
- Dieter Trunk (* 1959), Fußballspieler
- Heribert Trunk (* 1961), Unternehmer

## U
- Marianne Uhlenhuth (1895–1978), Kunstlehrerin, Gebrauchsgraphikerin, Textilgestalterin und freie Künstlerin
- Josef Ullheimer (1747–1810), Jurist

## V
- Johann Michael Vogt (1729–1803), katholischer Geistlicher und Naturforscher
- Jan Vormann (* 1983), Bildhauer

## W
- Alfred Wäger (1883–1956), Offizier der Bayerischen Armee, Stabsoffizier der Reichswehr und General der Infanterie (Wehrmacht)
- August von Wassermann (1866–1925), Wissenschaftler
- Oscar Wassermann (1869–1934), deutscher Bankier und Wirtschaftsfachmann, aus alteingesessener Bankiersfamilie (Privatbank Wassermann mit Stammhaus in Bamberg)
- Eli Wasserscheid (* 1978), Schauspielerin
- Klaus Weber (* 1939), Jurist, Präsident des Landgerichts Traunstein, Fachautor
- Luitpold Weegmann (1885–1966), Politiker (CSU), Oberbürgermeister
- Konrad Weigand (1842–1897), Maler und Illustrator
- Joseph Weißenfeld (1848–1915), Politiker (Zentrum)
- Kilian Werlein (1677–1737), Abt des Benediktinerstiftes St. Lambrecht
- Leopold Westen (1750–1804), Leiter der Ingenieur- und Zeichenakademie
- Rudolf Weyermann (1880–1946), Fabrikant, Ehrenbürger
- Hans Wich (1929–2019), römisch-katholischer Geistlicher und Domkapitular
- Friedrich Wiedemann (1842–1878), Orgelbauer
- Richard Wientzek (* 1970), Maler und Zeichner
- Wolfgang Will (* 1948), Althistoriker, Hochschullehrer
- Hans Winkler (1898–1936), Motorradrennfahrer
- Roman Woerner (1863–1945), Literaturwissenschaftler
- Christopher Wolf (* 1995), Basketballspieler
- Hanns Wolf (1894–1968), Pianist, Komponist und Klavierpädagoge
- Nicolas Wolf (* 1999), Basketballspieler
- Jakob Wolff der Ältere (1546–1612), Architekt und Bildhauer der Renaissance
- Jakob Wolff der Jüngere (1571–1620), Steinmetz und Bildhauer der Renaissance
- Andrew Wooten (* 1989), deutsch-US-amerikanischer Fußballspieler

## Z
- Lorenz Zahneisen (1897–1950), Politiker (NSDAP), Oberbürgermeister von Bamberg und SA-Führer
- Volkmar Zapf (* 1970), Basketballspieler und -trainer
- Theo Zehnter (1929–2017), Landwirt und Politiker (CSU)
- Peter Zeis (* 1989), Basketballspieler
- Dieter Zettelmaier (1941–2010), Fußballspieler
- Otto Zierer (1909–1983), Schriftsteller und Historiker
- Nicolaus Zink (1812–1887), Bauingenieur und Landwirt
- Christian Zwanziger (* 1987), Politiker (Bündnis 90/Die Grünen)